# Écozone paléarctique : plantes à graines par nom scientifique (E)

## Eb

### Ebe
- Ebenus
  - Ebenus cretica - Ébène de Crète

## Ec

### Ecb
- Ecballium
  - Ecballium elaterium - Concombre d'âne

### Ecc
- Eccremocarpus - fam. Bignoniacée
  - Eccremocarpus scaber - Eccremocarpus grimpant

### Ech
- Echeveria - fam. Crassulacées
  - Echeveria elegans - Echeveria
  - Echeveria gibbiflora - Echeveria
  - Echeveria glauca major - Echeveria

- Echinacea
  - Echinacea purpurea - Échinacée pourpre

- Echinocactus (cactus)
  - Echinocactus grusonii - Coussin de belle-mère ou « Cactus-oursin »

- Echinochloa
  - Echinochloa crus-galli - Échinochloa pied-de-coq
  - Echinochloa frumentacea
  - Echinochloa pungens - Échinochloa piquant
  - Echinochloa walteri - Échinochloa de Walter

- Echinocystis - fam. Cucurbitacées
  - Echinocystis lobata - Concombre sauvage

- Echinops - fam. Astéracées
  - Echinops ritro - Azurite (fleur) ou Oursin bleu
  - Echinops sphaerocephalus - Oursin à têtes rondes

- Echium - fam. Borraginacées
  - Echium creticum - Vipérine de Crète
  - Echium hybride - Vipérine
  - Echium vulgare - Vipérine commune

## Ei

### Eic
- Eichhornia - fam. Pontédériacées
  - Eichornia crassipes - Jacinthe d'eau

## El

### Ela
- Elaeagnus - fam. Élaéagnacées
  - Elaeagnus angustifolia
  - Elaeagnus argentea
  - Elaeagnus commutata
  - Elaeagnus ebbingei
  - Elaeagnus multiflora
  - Elaeagnus pungens
  - Elaeagnus reflexa

- Elaeis - fam. Arécacées
  - Elaeis guineensis - Palmier à huile

- Elatine
  - Elatine macropoda - Élatine à longs pédicelles

### Ele
- Eleocharis
  - Eleocharis acicularis
  - Eleocharis nitida
  - Eleocharis robbinsii
- Eleoda
  - Eleoda nuttallii

- Eleusine
  - Eleusine indica - Éleusine des Indes
- Eleutherococcus
  - Eleutherococcus senticosus - Éleuthérocoque

### Eli
- Elizabetha

### Els
- Elsholtzia
  - Elsholtzia ciliata

### Ely
- Elymus - fam. Graminées ou Poacées
  - Elymus arenarius - Élyme des sables ou « Seigle de mer »
  - Elymus canadensis - Élyme du Canada
  - Elymus riparius - Élyme des rivages
  - Elymus trachycaulus
  - Elymus virginicus - Élyme de Virginie
  - Elymus wiegandii - Élyme de Wiegand

- Elytrigia - fam. Graminées ou Poacées
  - Elytrigia repens - Chiendent rampant
  - Elytrigia juncea   (L.) Nevski - Chiendent à feuilles de Jonc,
  - Elytrigia elongata   (Host) Nevski - Chiendent allongé,
  - Elytrigia corsica   (Hack.) Holub - Chiendent de Corse,
  - Elytrigia obtusiflora (DC.) Tzvelev - Chiendent de la mer Noire,
  - Elytrigia campestris   (Godr. & Gren.) Kerguélen ex Carreras - Chiendent des champs,
  - Elytrigia atherica   (Link) Kerguélen ex Carreras - Chiendent du littoral,
  - Elytrigia obtusiflora   (DC.) Tzvelev - Chiendent du Pont,
  - Elytrigia intermedia   (Host) Nevski  - Chiendent intermédiaire,
  - Elytrigia × laxa   (Fr.) Kerguélen - Chiendent lâche ou chiendent épineux

## Em

### Emp
- Empetrum
  - Empetrum nigrum

## En

### Enc
- Encyclia - fam. Orchidacées
  - Encyclia memorale
  - Encyclia cordigera

### Ent
- Entada

- Enterolobium

## Ep

### Epe
- Eperua

### Eph
- Ephedra - fam. Éphédracées
  - Ephedra distachya Raisin de mer
  - Ephedra major - Grand Ephédra
  - Ephedra sinica

### Epi
- Epilobium - fam. Onagracées
  - Epilobium anagallidifolium
  - Epilobium arcticum - Épilobe de l'Arctique
  - Epilobium ciliatum
    - Epilobium ciliatum ecomosum

  - Epilobium hirsutum - Épilobe à grandes fleurs ou épilobe hirsute
  - Epilobium latifolium - Épilobe à larges feuilles

- Epipactis - Orchidacées
  - Epipactis atrorubens (Hoffm.) Besser Épipactis pourpre noirâtre
  - Epipactis distans Arvet-Touvet Épipactis à feuilles écartées
  - Epipactis fibri Scappaticci &  Robatsch Épipactis du castor
  - Epipactis helleborine subsp. helleborine (L.) Crantz Épipactis à larges feuilles
  - Epipactis helleborine subsp. minor (Engel) Engel
  - Epipactis helleborine subsp. neerlandica (Vermeuleun) Buttler Épipactis des Pays-Bas
  - Epipactis helleborine subsp. tremolsii (Pau) Klein Épipactis de Tremols
  - Epipactis leptochila (Godfery) Godfery Épipactis à labelle étroit
  - Epipactis microphylla (Ehrhart) Swartz Épipactis à petites feuilles
  - Epipactis muelleri Godfery épipactis de Müller
  - Epipactis palustris (L.) Crantz Épipactis des marais, Helleborine des marais
  - Epipactis parviflora (Nieschalk) Klein Épipactis à petites fleurs
  - Epipactis phyllanthes Smith Épipactis à fleurs pendantes
  - Epipactis placentina Bongiorni & Grunanger Épipactis de Plaisance
  - Epipactis provincialis Aubenas & Robatsch Épipactis de Provence
  - Epipactis purpurata Smith Épipactis violacé
  - Epipactis rhodanensis Gévaudan & Robatsch Épipactis du Rhône

- Episcia - fam. Gesneriaceae
  - Episcia cupreata
  - Episcia metalica

## Eq'

### Equ
- Equisetum - fam. Équisétacées - Prêle

## Er'

### Era
- Eragrostis - fam. Graminées
  - Eragrostis elegans ou Panicum capillare - Éragrostis élégant
  - Eragrostis frankii - Éragrostide de Frank
  - Eragrostis hypnoides - Éragrostide hypnoïde
  - Eragrostis megastachya
  - Eragrostis multicaulis - Éragrostide multicaule
  - Eragrostis pectinata - Éragrostide pectiné
  - Eragrostis poaeoides - Éragrostide faux-pâturin

- Eranthis - fam. Renonculacées
  - Eranthis hyemalis - Éranthis

### Ere
- Eremurus - fam. Liliacées
  - Eremurus himalaicus - Éremurus de l'Himalaya
  - Eremurus robustus - Eremurus

### Eri
- Erica
  - Erica arborea - Bruyère arborescente
  - Erica cinerea - Bruyère
  - Erica darleyensis
  - Erica vagans

- Erigeron - fam. Composées
  - Erigeron aurantiacus
  - Erigeron canadensis - Vergerette du Canada
  - Erigeron compositus
  - Erigeron hyssopifolius
  - Erigeron philadelphicus
    - Erigeron philadelphicus provancheri

  - Erigeron speciosus ou Stenactis speciosa - Érigeron élégant

- Erinus - fam. Scrophulariacées
  - Erinus alpinus - Érine des Alpes

- Eriobotrya
  - Eriobotrya japonica - Néflier du Japon ou Bibacier

- Eriocaulon
  - Eriocaulon parkeri

- Eriocephalus
  - Eriocephalus africanus

- Eriophorum - fam. Cypéracées
  - Eriophorum angustifolium - Linaigrette à feuilles étroites
  - Eriophorum brachyantherum
  - Eriophorum gracile
  - Eriophorum latifolium - Linaigrette à feuilles larges
  - Eriophorum russeolum
  - Eriophorum scheuchzeri
  - Eriophorum vaginatum
  - Eriophorum ×medium

- Eriosema

### Ero
- Erodium - fam. Géraniacées
  - Erodium crispum - Erodium crépu
  - Erodium corsicum - Erodium de Corse
  - Erodium cicutarium - Erodium à feuilles de ciguë

### Eru
- Eruca - fam. Crucifères
  - Eruca sativa - Roquette cultivée

### Erv
- Ervum - fam. Fabacées
  - Ervum hirsutum - Lentille hérissée

### Ery
- Eryngium - fam. Ombellifères ou Apiacées
  - Eryngium alpinum - Chardon bleu des Alpes ou « Panicaut des Alpes »
  - Eryngium campestre - Panicaut champêtre
  - Eryngium giganteum - Panicaut géant
  - Eryngium maritimum - Panicaut maritime

- Erysimum - fam. Brassicacées
  - Erysimum allionii - Cheiranthus allionii
  - Erysimum incanum - Vélar blanc

- Erythea (palmier)
  - Erythea armata

- Erythrina

- Erythronium - fam. Liliacées
  - Erythronium americanum - Erythrone américaine
  - Erythronium dens-canis -  Dent de chien
  - Erythronium pagoda - Erythronium pagode
  - Erythronium revolutum - Erythronium
  - Erythronium tuolumnense - Erythronium

## Es

### Esc
- Escallonia

- Eschscholtzia - Papavéracée
  - Eschscholtzia californica - Pavot de Californie

## Et

### Eta
- Etaballia

### Etl
- Etlingera
  - Etlingera clatior voir Nicolaia elatior

## Eu

### Euc
- Eucalyptus - fam. Myrtacées
  - Eucalyptus dalrympleana
  - Eucalyptus globulus - Eucalyptus
  - Eucalyptus gunnii - Eucalyptus de Gunn
  - Eucalyptus microtheca
  - Eucalyptus niphophila

- Eucomis - fam. Liliacées
  - Eucomis bicolor - Eucomis

### Eug
- Eugenia - fam. Myrtacées
  - Eugenia jambos - Pomme rose

### Euo
- Euodia
  - Euodia hupehensis

- Euonymus - fam. Célastracées
  - Euonymus japonicus - Fusain du Japon ou Fusain vert
  - Euonymus europaeus - Fusain d'Europe

### Eup
- Eupatorium - fam. Astéracées
  - Eupatorium cannabinum - Eupatoire à feuilles de chanvre
  - Eupatorium maculatum - Eupatoire maculé
  - Eupatorium perfoliatum - Eupatoire perfolié
  - Eupatorium rugosum - Eupatoire rugueux

- Euphorbia - fam. Euphorbiacées
  - Euphorbia arborea - Euphorbe arborescente
  - Euphorbia characias - Euphorbe characias
  - Euphorbia dendroides
  - Euphorbia fulgens - Euphorbe à fleurs rouges
  - Euphorbia helioscopia - Euphorbe réveille-matin
  - Euphorbia lathyris' - Épurge
  - Euphorbia marginata - Euphorbe panachée
  - Euphorbia nicaense - Euphorbe de Nice
  - Euphorbia pulcherrima - « Poinsettia »
  - Euphorbia resinifera - Euphorbe résinifère
  - Euphorbia spinosa - Euphorbe épineuse
  - Euphorbia terracina - Euphorbe de Terracine
  - Euphorbia trigona - Euphorbe à tiges triangulaires

- Euphrasia - fam. Scrophulariacées
  - Euphrasia arctica
  - Euphrasia officinalis - Euphraise de Rostkov

### Eur
- Euryops
  - Euryops athanasiae - Marguerite du Cap

### Eus
- Eustoma
  - Eustoma grandiflorum Lisianthus

### Eut
- Euterpe - fam. Arécacées
  - Euterpe oleracea - Pinot

## Ev

### Eva
- Evax
  - Evax nana - Evax nain
  - Evax rotundifolia - Evax à feuilles rondes

### Evo
- Evonymus
  - Evonymus alatus
  - Evonymus oxyphyllus
  - Evonymus phellomanus
  - Evonymus planipes ou Evonymus sachalinensis

## Ex

### Exa
- Exacum
  - Exacum affine

### Exo
- Exochorda
  - Exochorda macrantha
  - Exochorda racemosa

Voir aussi Plantes par nom scientifique